# Condado de Sępólno
Condado de Sępólno (polaco: powiat sępoleński) é um powiat (condado) da Polónia, na voivodia da Cujávia-Pomerânia. A sede do condado é a cidade de Sępólno Krajeńskie. Estende-se por uma área de 790,86 km², com 40 843 habitantes, segundo o censo de 2005, com uma densidade de 51,64 hab/km².

## Divisões admistrativas
O condado possui:
Comunas urbana-rurais: Kamień Krajeński, Sępólno Krajeńskie, Więcbork
Comunas rurais: Sośno
Cidades: Kamień Krajeński, Sępólno Krajeńskie, Więcbork

## Demografia
População (dados de 30 de Junho de 2005):
|          | Total   | Total | Mulheres | Mulheres | Homens  | Homens |
| -------- | ------- | ----- | -------- | -------- | ------- | ------ |
|          | pessoas | %     | pessoas  | %        | pessoas | %      |
| Total    | 40 843  | 100   | 20 599   | 50,4     | 20 244  | 49,6   |
| Cidades  | 17 251  | 100   | 8989     | 52,1     | 8262    | 47,9   |
| Povoados | 23 592  | 100   | 11 610   | 49,2     | 11 982  | 50,8   |